# رایمو لیندهولم
رایمو لیندهولم (فنلاندی: Raimo Lindholm; ۱۷ نوامبر ۱۹۳۱ – ۲۰ نوامبر ۲۰۱۷) بازیکن بسکتبال اهل فنلاند بود. وی در بازی‌های المپیک تابستانی ۱۹۵۲ و ۱۹۶۴ حضور داشته‌است.